# Cheiramiona
Cheiramiona – rodzaj pająków z rodziny zbrojnikowatych.

## Morfologia
Ubarwienie odznacza się obecnością brązowego wzoru na stawach odnóży, wierzchu opistosomy (odwłoka) i wokół kądziołków przędnych. Odnóża pierwszej pary są znacznie dłuższe niż pary ostatniej. Genitalia samicy cechują się niewielką, owalną, tylko wokół otworów kopulacyjnych i wzdłuż fałdy epigastrycznej mocniej zesklerotyzowaną płytką płciową. Wulwa ma krótkie przewody kopulacyjne umieszczone głównie środkowo względem owalnych do nerkowatych, blisko siebie położonych spermatek. Nogogłaszczki samca mają bardzo małą i stępioną apofizę (ostrogę) cymbialną, zwykle niezesklerotyzowaną apofyzę medialną oraz krótki i gruby embolus. Ciemna, krótka i zwykle tępa apofiza retrolateralna goleni ma niekiedy niewielki guzek po stronie wewnętrznej.

## Rozprzestrzenienie
Rodzaj afrotropikalny, najliczniej reprezentowany w Południowej Afryce, gdzie występuje 35 gatunków, w tym 30 endemicznie. Poza tym znany jest z Lesotho, Eswatini, Namibii, Zimbabwe, Mozambiku, Malawi, DR Konga, Tanzanii, Rwandy, Kenii i Egiptu.

## Taksonomia
Takson ten wprowadzony został w 1999 roku przez Leona N. Lotza i Annę Sophię Dippenaar-Schoeman na łamach „Navorsinge van die Nasionale Museum Bloemfontein”. Gatunkiem typowym wyznaczono Cheiracanthium clavigerum. W 2003 roku Leon N. Lotz dokonał rewizji rodzaju, a w latach 2005 i 2015 opisu licznych nowych gatunków.
Do rodzaju tego należy 50 opisanych gatunków:

- Cheiramiona akermani (Lawrence, 1942)
- Cheiramiona amarifontis Lotz, 2003
- Cheiramiona ansiae Lotz, 2003
- Cheiramiona baviaan Lotz, 2015
- Cheiramiona boschrandensis Lotz, 2015
- Cheiramiona brandbergensis Lotz, 2005
- Cheiramiona clavigera (Simon, 1897)
- Cheiramiona collinita (Lawrence, 1938)
- Cheiramiona debeeri Lotz, 2015
- Cheiramiona dubia (O. Pickard-Cambridge, 1874)
- Cheiramiona ferrumfontis Lotz, 2003
- Cheiramiona filipes (Simon, 1898)
- Cheiramiona florisbadensis Lotz, 2003
- Cheiramiona fontanus Lotz, 2003
- Cheiramiona haddadi Lotz, 2015
- Cheiramiona hewitti (Lessert, 1921)
- Cheiramiona hlathikulu Lotz, 2015
- Cheiramiona hogsbackensis Lotz, 2015
- Cheiramiona ibayaensis Lotz, 2015
- Cheiramiona jakobsbaaiensis Lotz, 2015
- Cheiramiona jocquei Lotz, 2003
- Cheiramiona kalongensis Lotz, 2003
- Cheiramiona kentaniensis Lotz, 2003
- Cheiramiona kirkspriggsi Lotz, 2015
- Cheiramiona kivuensis Lotz, 2015
- Cheiramiona krugerensis Lotz, 2003
- Cheiramiona lajuma Lotz, 2003
- Cheiramiona lamorali Lotz, 2015
- Cheiramiona langi Lotz, 2003
- Cheiramiona lejeunei Lotz, 2003
- Cheiramiona lindae Lotz, 2015
- Cheiramiona malawiensis Lotz, 2015
- Cheiramiona mkhambathi Lotz, 2015
- Cheiramiona mlawula Lotz, 2003
- Cheiramiona mohalensis Lotz, 2015
- Cheiramiona musosaensis Lotz, 2015
- Cheiramiona muvalensis Lotz, 2003
- Cheiramiona nyungwensis Lotz, 2015
- Cheiramiona paradisus Lotz, 2003
- Cheiramiona plaatbosensis Lotz, 2015
- Cheiramiona qachasneki Lotz, 2015
- Cheiramiona regis Lotz, 2003
- Cheiramiona robinae Lotz, 2015
- Cheiramiona ruwenzoricola (Strand, 1916)
- Cheiramiona saniensis Lotz, 2015
- Cheiramiona silvicola (Lawrence, 1938)
- Cheiramiona simplicitarsis (Simon, 1910)
- Cheiramiona stellenboschiensis Lotz, 2003
- Cheiramiona tembensis Lotz, 2015
- Cheiramiona upperbyensis Lotz, 2015